# Aufsichts- und Dienstleistungsdirektion

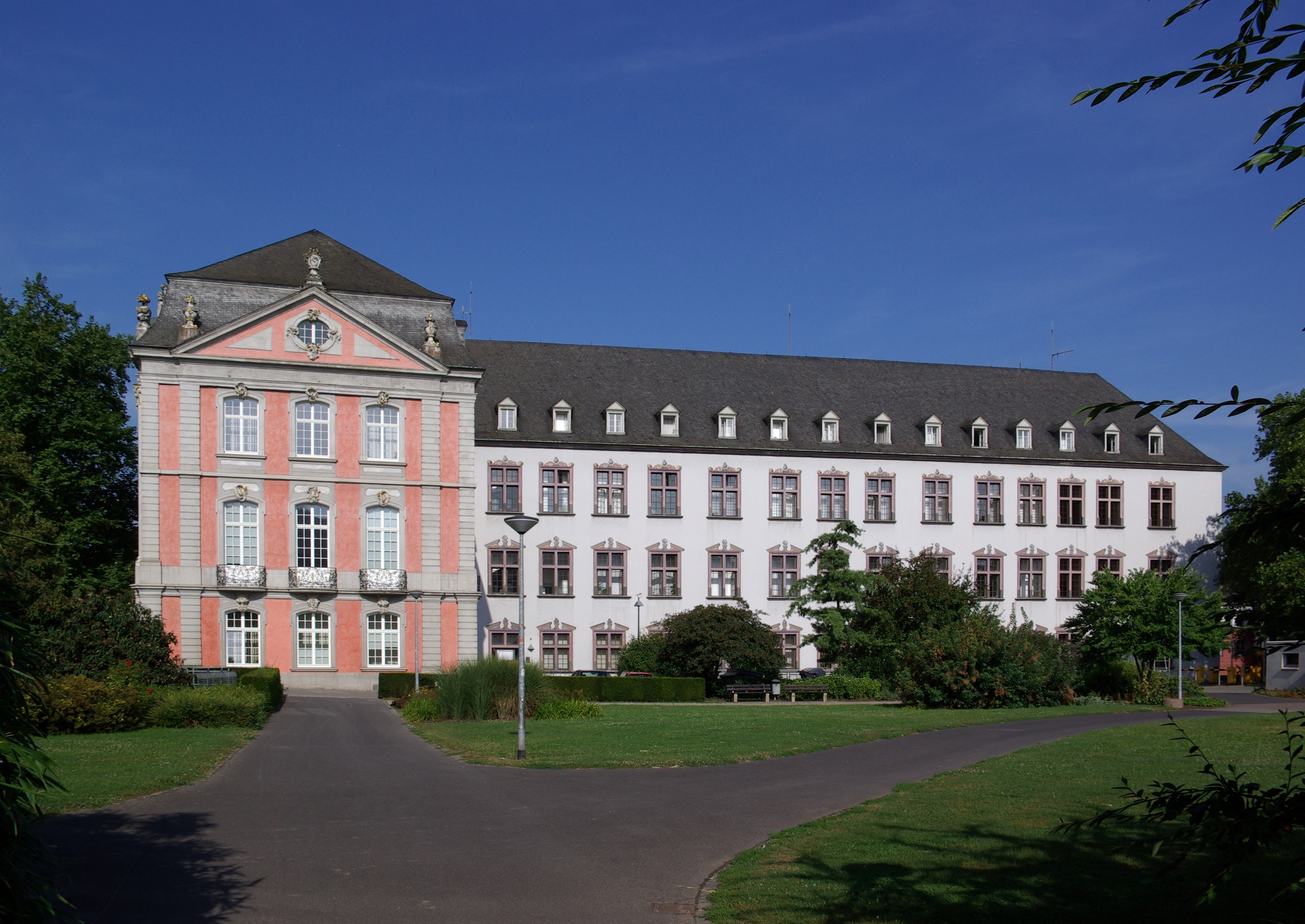
Kurfürstliches Palais in Trier, Sitz der Aufsichts- und Dienstleistungsdirektion

Die Aufsichts- und Dienstleistungsdirektion (ADD) ist eine zentrale Verwaltungsbehörde des Landes Rheinland-Pfalz mit Hauptsitz in Trier.
Die ADD besteht in ihrer heutigen Form seit dem Jahr 2000 und wirkt als Mittler zwischen Landesregierung und der kommunalen Selbstverwaltung. In dieser Funktion nimmt die ADD kommunale, hoheitliche und soziale Aufgaben wahr. Sie agiert dabei als Schulaufsicht sowie unter anderem in den Bereichen Landwirtschaft, Weinbau und Wirtschaftsrecht.
Die ADD entstand im Jahr 2000 im Rahmen der Umstrukturierung durch die Verwaltungsreform aus den damaligen Bezirksregierungen der drei Regierungsbezirke (Koblenz, Rheinhessen-Pfalz, Trier). Anders als bei den 1999 aufgelösten Regierungsbezirken ist der Aufgabenzuschnitt der ADD heute nicht auf regionale, sondern auf funktionale Bündelung von Aufgaben und Zuständigkeiten angelegt.
Der Hauptsitz der ADD ist das Kurfürstliche Palais in Trier, an welches sich der öffentlich zugängliche Palastgarten anschließt. Das Land Rheinland-Pfalz veranlasste den Wiederaufbau des Palais bis 1956 und nutzt es bis heute, zunächst als Sitz der damaligen Bezirksregierung Trier und seit 2000 als Hauptsitz der Aufsichts- und Dienstleistungsdirektion.
Schwesterbehörden der ADD sind die Struktur- und Genehmigungsdirektion SGD Nord in Koblenz und die SGD Süd in Neustadt an der Weinstraße, die sowohl für ihren Teil des Landes verschiedene Aufgaben wahrnehmen als auch für einige Aufgaben landesweit zuständig sind.

## Organisation

### Präsidium
Die ADD wird von einem Präsidenten geleitet, der vom Ministerpräsidenten ernannt wird. Dem Präsidenten der ADD steht ein Vizepräsident zur Seite. Beide Personen sind gemäß dem rheinland-pfälzischen Landesbeamtengesetz politische Beamte, die „jederzeit ohne Angabe von Gründen“ durch die Ministerpräsidentin „mit Zustimmung der Landesregierung“ in den einstweiligen Ruhestand versetzt werden können.
Der Präsident wird nach Besoldungsgruppe B 7, der Vizepräsident nach Besoldungsgruppe B 3 der Landesbesoldungsordnung Rheinland-Pfalz besoldet.

#### Präsidenten der ADD
| Name                   | Partei | Beginn         | Ende           |
| ---------------------- | ------ | -------------- | -------------- |
| Heinrich Studentkowski | SPD    | Januar 2000    | Oktober 2000   |
| Josef Peter Mertes     | SPD    | Oktober 2000   | September 2011 |
| Dagmar Barzen          | SPD    | Oktober 2011   | Mai 2016       |
| Thomas Linnertz        | SPD    | seit Juni 2016 | seit Juni 2016 |

#### Vizepräsidenten der ADD
| Name             | Partei | Beginn             | Ende               |
| ---------------- | ------ | ------------------ | ------------------ |
| Anna Köbberling  | SPD    | Oktober 2015       | Mai 2016           |
| Begoña Hermann   | SPD    | Juni 2016          | November 2022      |
| Christiane Luxem | SPD    | seit Dezember 2022 | seit Dezember 2022 |

### Behördenaufbau
Dem Präsidenten nachgeordnet sind zunächst vier Abteilungen. Diese sind jeweils untergliedert in mehrere Referate.
Jede Abteilung hat einen Abteilungsleiter, der allen Referaten übergeordnet ist und demnach für alle Referate zuständig und entscheidungsbefugt ist.

### Abteilungen der ADD

#### Abteilung 1: Zentrale Aufgaben
Die Abteilung „Zentrale Aufgaben“ versteht sich als moderner Dienstleister sowohl innerhalb der Behörde als auch nach außen. Sie stattet die drei Fachabteilungen der ADD personell und logistisch aus. Die Zentralabteilung ist mithin ein Bindeglied zwischen den ressortorientierten Fachabteilungen. Sie versteht sich als Motor der Verwaltungsreform. Die Abteilung „Zentrale Aufgaben“ gliedert sich in vier Fachreferate.
Untergliederung der Abteilung in folgende Referate
- Referat 11: Grenzüberschreitende Zusammenarbeit, Presse- und Öffentlichkeitsarbeit
- Referat 12: Personalverwaltung, Aus- und Fortbildung, Vormerkstelle, Schadenregulierungsstelle (mit Sitz in Koblenz)
- Referat 13: Organisation und Haushalt
- Referat 14: Informations- und Kommunikationstechnik, Digitalisierung

#### Abteilung 2: Kommunales, Ausländer- und Flüchtlingswesen, Sicherheit und Ordnung, Bevölkerungsschutz
Kommunale und hoheitliche Aufgaben, sowie Soziales sind vielfältige und umfassende Themengebiete, in denen die Zuständigkeiten der ADD von der unmittelbaren kommunalen Aufsicht über die Kreise, kreisfreien Städte bis zum Kampfmittelräumdienst reichen. Als landesweite Stiftungsbehörde berät die ADD in allen Fragen der Stiftungsgründung. Auch die Bearbeitung von Einbürgerungen und die Erstellung von Apostillen ist ein Tätigkeitsfeld der ADD. Als landesweite Ordnungsbehörde unterstützt sie die kommunalen Ordnungsämter und achtet auf die Einhaltung des Sammlungsrechts, des Waffenrechts oder den Umgang mit Kampfhunden. Hinzu kommen weitere Zuständigkeiten im Bereich der städtebaulichen Erneuerung, dem Denkmalschutz, der Dorferneuerung, des Investitionsstocks sowie der Sportanlagenförderung. Die ADD bietet den Bürgerinnen und Bürgern, sowie den kommunalen Gebietskörperschaften gegenüber Serviceleistungen in vielen Bereichen des öffentlichen Lebens und der Verwaltung.
Untergliederung der Abteilung in folgende Referate
- Referat 21a Kommunalaufsicht
- Referat 21b Kommunale Entwicklung, Sport, Denkmalschutz
- Referat 22   Brand-, Katastrophen- und Zivilschutz, Rettungsdienst
- Referat 23   Sicherheit und Ordnung, Stiftungen, Lohnstelle für ausländische Streitkräfte (einschl. Kampfmittelräumdienst)
- Referat 24   Ausländer- und Flüchtlingswesen (einschl. Aufnahmeeinrichtungen für Asylbegehrende, Gewahrsamseinrichtung für Ausreisepflichtige Ingelheim), soziale Förderungen

#### Abteilung 3: Schulen (Außenstellen in Koblenz und Neustadt)
Die Schulabteilung der ADD trägt für knapp 1.600 Schulen die Verantwortung und betreut mehr als 41.000 Lehrkräfte.
Untergliederung der Abteilung in folgende Referate
- Referat 31  Personalverwaltung und Schulrecht
- Referat 32  Allgemeine Schulverwaltung, Kirchenrecht und Kulturpflege
- Referat 33  Schulaufsicht, Schulberatung und Schulentwicklung Grundschulen
- Referat 34  Schulaufsicht, Schulberatung und Schulentwicklung Förderschulen/Sonderpädagogische Förderung in Regelschulen
- Referat 35  Schulaufsicht, Schulberatung und Schulentwicklung Realschulen plus
- Referat 36  Schulaufsicht, Schulberatung und Schulentwicklung Berufsbildende Schulen
- Referat 37  Schulaufsicht, Schulberatung und Schulentwicklung Gymnasien und Kollegs, Integrierte Gesamtschulen
- Referat 38  Schulsport
- Referat 39  Schulstatistik, Controlling, datenbankgestützte Fachverfahren

#### Abteilung 4: Landwirtschaft, Weinbau, Wirtschaftsrecht
Die Agraraufsicht dient der Sicherheit der Verbraucher und dem Umweltschutz. Die Erstellung von Agrarerzeugnissen soll sich an gesetzliche Vorgaben halten. Diese zu kontrollieren und die Landwirte fachlich zu beraten, ist die Aufgabe der Betriebsprüfer bei der ADD.
EU, Bund und das Land Rheinland-Pfalz unterstützen den strukturellen Anpassungsprozess der Landwirtschaft mit öffentlichen Hilfen. Damit diese Hilfen landesweit nach einheitlichen Maßstäben erfolgen und auch die finanziellen Interessen der EU und des Landes gewahrt werden, ist ein System von Rechtshilfen und Verwaltungskontrollen errichtet worden. Die ADD unterstützt die Bewilligungsstellen (Kreisverwaltungen) im Rahmen der Fachaufsicht in allen Phasen der einzelnen Antragsverfahren und gewährleistet damit eine einheitliche Umsetzung dieser Förderverfahren in Rheinland-Pfalz.
Daneben fördert die ADD die Entwicklung und Stärkung des ländlichen Raumes durch unterschiedliche Förderinstrumente und Projekte der EU, der Bund und des Landes Rheinland-Pfalz. Dazu gehören z. B. LEADER, Natura 2000 und z. B. Breitbandförderung. Ziel ist eine nachhaltige Entwicklung unter gleichrangiger Beachtung der sozialen, ökonomischen und ökologischen Belange der Region.
In den Bereichen Wirtschaftsrecht, Preisüberwachung, Wirtschaftssicherstellung hat die ADD vielfältige Aufgaben. Nur beispielhaft seien hier die Preisprüfung öffentlicher Aufträge, gutachterliche Stellungnahmen, Vergabeprüfungen, das Handwerks- und Gewerberecht, die Einrichtung und Ausschreibung von Bezirken für die Tätigkeit als Bezirksschornsteinfeger und das Ladenöffnungsgesetz erwähnt.
Untergliederung der Abteilung in folgende Referate
- Referat 41  Wirtschaftsrecht und Weinüberwachung
- Referat 42  Agraraufsicht, Pflanzenernährung, Pflanzengesundheit, Pflanzenschutz
- Referat 43  Agrarförderung, Veterinärprüfdienst, Tierernährung, Marktordnung
- Referat 44  Dienstleistungszentren ländlicher Raum
- Referat 45  Förderung ländlicher Räume

Stabsstelle Wiederaufbau Flutkatastrophe 2021
Direkt dem Präsidenten unterstellt wurde eine Stabsstelle mit Sitz in Koblenz, der die Bearbeitung von Förderanträgen zum Wiederaufbau der kommunalen Infrastruktur nach der Flutkatastrophe im Juli 2021 übertragen wurde.